# ビリャスルの遠征
ビリャスルの遠征（ビリャスルのえんせい、英語: Villasur expedition）は1720年、スペインによる軍事遠征であり、北アメリカ大陸中部のグレートプレーンズにおいて増大していたフランスの勢力を低減させるために行われた。ペドロ・デ・ビリャスル中将（Pedro de Villasur）率いる遠征隊は現ネブラスカ州にあたる場所でポーニー族とオトー族の軍勢に襲われ、46人が戦死した。遠征隊の生存者はサンタフェ・デ・ヌエボ・メヒコへ撤退した。

## 背景
18世紀の初め、フランスの探検家と毛皮商人はミズーリ川より西の平原に進出し始めた。1714年、エティエンヌ・ド・ヴェニアールはプラット川河口に到達し、ヨーロッパ人としては初とされた。ただし、ほかのフランス商人がすでにその一帯を訪れ、インディアンとすでに住んでいた可能性もある。スペインは16世紀のフランシスコ・バスケス・デ・コロナド以降、グレートプレーンズの領有権を主張しており、フランス勢力の増長を憂慮していた。そして、1718年にはフランスとスペイン本国の間で四国同盟戦争が勃発した。

## 遠征
サンタフェを基地としていた、スペインの植民地サンタフェ・デ・ヌエボ・メヒコの総督はビリャスルに平原に滞在するフランス商人を捕虜にするよう命じた。スペイン当局はこの遠征でフランス側の野心に関する情報を得ようとした。インディアンとの交流を持たことのないビリャスルは1720年6月16日にサンタフェを発った。このとき、遠征軍には開拓者部隊のクエラ兵士40人、同盟者であるプエブロ族60から70人、司祭1人、スペイン商人1人、ポーニー族と敵対するアパッチ族のガイド12人がいた。斥候を率いる探検家のホセ・ナランホ（Jose Naranjo）はアフリカ人とホピ族の両親を持つ。ナランホはスペインに味方するインディアン援軍の指揮官として、1714年までにプラット川の地域を3度探検した。
遠征隊は北東へ進み、現コロラド州、カンザス州、ネブラスカ州を通った。8月にはプラット川とループ川の近くでポーニー族とオトー族と接触した。遠征隊は奴隷でポーニー族のフランシスコ・シスタカ（Francisco Sistaca）を利用して、辺り一帯のインディアンと交渉しようとした。8月13日、シスタカは行方不明となった。ポーニー族とオトー族の人数がだんだんと増え、その敵意も感じたため、ビリャスルはその夜にループ川とプラット川の合流点の南、現ネブラスカ州コロンバスの近くでキャンプすることにした。

## 戦闘
ポーニー族とオトー族は8月14日の夜明けに攻撃し、激しいマスケット銃と弓矢の射撃を浴びせた後、ペインティング、ヘッドバンド、モカシン、短い靴下だけで遠征隊に突撃した。遠征隊の生還者の一部は攻撃した者にフランス人も含まれたことを記憶し、また現存するこの戦闘の絵画でもヨーロッパ人の服を着た男が見られる。この時間にはスペイン人の大半が就寝しており、攻撃の時間はおそらくシスタカの入れ知恵であろう。短期間の戦闘でビリャスルとナランホを含むスペイン人36人、プエブロ族の斥候10人、フランス人通訳ジャン・ラルシュヴェック（フランス人がグレートプレーンズでの影響力を増大させていたため、フランス人の通訳が必要だった）が殺害された。プエブロ族のキャンプはスペイン人のそれとは近くにあったが別にあったため、最初の攻撃のときにはターゲットではなかった。逃げられた者は遠征隊が防御の陣形を組んでいる最中、乗馬して逃れた者だった。

## その後
生還したスペイン人とプエブロ人は9月6日にサンタフェまで帰還した。ビリャスルの遠征はそれまでのスペインによる遠征よりも東北の位置に着いたが、その失敗によりスペインはグレートプレーンズ中部における影響力を失った。ヌエボ・メヒコの総督はその後7年間、敗因を調査し、結論を出した。現イリノイ州一帯にいるフランス人は10月に戦闘のことを知り、狂喜したが、その後のフランスの遠征でも同地域でのフランスの貿易と影響力を確立することができなかった。